# Aphrodite (album)
Aphrodite – jedenasty album studyjny australijskiej piosenkarki Kylie Minogue. 
Wydawnictwo promują single All The Lovers, który został wydany w czerwcu 2010 roku, oraz Get Outta My Way, wydany we wrześniu tego samego roku.

## Lista utworów
| #   | Tytuł                                   | Kompozytorzy                                                                                         | Producent                                                                           | Długość |
| --- | --------------------------------------- | --- | ----------------------------------------------------------------------------------- | ------- |
| 1.  | „All the Lovers”                        | Jim Eliot, Mima Stilwell                                                                             | Kish Mauve, Stuart Price                                                            | 3:22    |
| 2.  | „Get Outta My Way”                      | Mich Hansen, Lucas Secon, Damon Sharpe, Peter Wallevik, Daniel Davidsen                              | Cutfather, Peter Wallevik, Daniel Davidsen, Damon Sharpe, Lucas Secon, Stuart Price | 3:38    |
| 3.  | „Put Your Hands Up (If You Feel Love)”  | Finlay Dow-Smith, Miriam Nervo, Olivia Nervo                                                         | Starsmith, Stuart Price                                                             | 3:37    |
| 4.  | „Closer”                                | Price, Beatrice Hatherley                                                                            | Stuart Price                                                                        | 3:09    |
| 5.  | „Everything Is Beautiful”               | Fraser T. Smith, Tim Rice-Oxley                                                                      | Fraser T. Smith                                                                     | 3:25    |
| 6.  | „Aphrodite”                             | Nerina Pallot, Andy Chatterley                                                                       | Nerina Pallot, Andy Chatterley, Stuart Price                                        | 3:45    |
| 7.  | „Illusion”                              | Kylie Minogue, Price                                                                                 | Stuart Price                                                                        | 3:21    |
| 8.  | „Better than Today”                     | Pallot, Chatterley                                                                                   | Nerina Pallot, Andy Chatterley, Stuart Price                                        | 3:25    |
| 9.  | „Too Much”                              | Minogue, Calvin Harris, Jake Shears                                                                  | Calvin Harris                                                                       | 3:16    |
| 10. | „Cupid Boy”                             | Sebastian Ingrosso, Magnus Lidehall, Nick Clow, Luciana Caporaso                                     | Stuart Price, Sebastian Ingrosso, Magnus Lidehall                                   | 4:26    |
| 11. | „Looking for an Angel”                  | Minogue, Price                                                                                       | Stuart Price                                                                        | 3:49    |
| 12. | „Can't Beat the Feeling”                | Hannah Robinson, Pascal Gabriel, Borge Fjordheim, Matt Prime, Richard Philips                        | Stuart Price, Pascal Gabriel, Borge Fjordheim                                       | 4:09    |
| 13. | „Heartstrings” (Tylko Japonia)          | Miranda Cooper, Brian Higgins, Matt Gray, Jason Resch, Kieran Jones, Gerard O'Connell, Jaxon Bellina | Xenomania                                                                           | 3:16    |
| 14. | „Mighty Rivers” (Tylko iTunes)          | Cooper, Higgins, Carla Marie Williams, Resch, O'Connell, Bellina, Tim Deal                           | Xenomania                                                                           | 4:02    |
| 15. | „Go Hard or Go Home” (Tylko Amazon.com) | Secon, Sharpe, Thomas Sardorf, Davidsen, Hansen                                                      | Cutfather, Thomas Sardorf, Daniel Davidsen, Damon Sharpe, Lucas Secon               | 3:42    |